# Gretchen Lederer
Gretchen Lederer (Keulen, 23 mei 1891 – Anaheim, 20 december 1955) was een Duitse actrice uit het tijdperk van de stomme film.

## Biografie
Lederer werd geboren als Grete Marie Schwallenback in Keulen (Duitsland) op 23 mei 1891. Tussen 1912 en 1918 speelde ze in meer dan 80 films.
Ze trouwde twee keer. Haar eerste echtgenoot was de Oostenrijks-Amerikaanse acteur Otto Lederer. Het echtpaar kreeg één zoon, Leroy Lederer Shepek. Haar tweede echtgenoot was de conservatieve Amerikaanse econoom Lewis Henry Haney. Ze bleven getrouwd tot haar dood.
Gretchen Lederer stierf op 20 december 1955 in Anaheim (Californië) op 64-jarige leeftijd.